# Siedlec (Wolsztyn)
Pour les articles homonymes, voir Siedlec.
Siedlec (prononciation : [ˈɕɛdlɛt͡s]) est un village de Pologne, situé dans la voïvodie de Grande-Pologne. Elle est le chef-lieu de la gmina de Siedlec, dans le powiat de Wolsztyn.
Il se situe à 8 kilomètres à l'ouest de Wolsztyn (siège du powiat) et à 69 kilomètres au sud-ouest de Poznań (capitale régionale).

## Histoire
De 1975 à 1998, Siedlec faisait partie du territoire de la voïvodie de Zielona Góra.

Depuis 1999, le village fait partie du territoire de la voïvodie de Grande-Pologne.
Le village possédait une population de 1 670 habitants en 2014.